# Gymnastique en Suisse
En Suisse, la gymnastique est régie par la Fédération suisse de gymnastique, celle-ci étant affilié à l'Union européenne de gymnastique ainsi qu'à la Fédération internationale de gymnastique, toutes deux ayant leur siège à Lausanne. Plusieurs disciplines y sont représentées parmi lesquelles la gymnastique artistique masculine, la gymnastique artistique féminine, la gymnastique rythmique, le trampoline, la gymnastique acrobatique et la gymnastique aérobic.

## Historique
La première société de gymnastique féminine est fondée en Suisse en 1860.

## Sociétés actives
- FSG Charmey
- Aigle-Alliance
- FSG Vevey-Ancienne
- Gym Serrières